# Omorgus borrei
Omorgus borrei är en skalbaggsart som beskrevs av Edgar von Harold 1872. Omorgus borrei ingår i släktet Omorgus och familjen knotbaggar. Inga underarter finns listade i Catalogue of Life.